# Franz Oppenhoff
Franz Oppenhoff (Aken, 18 augustus 1902 – aldaar, 25 maart 1945) was een Duits rooms-katholiek politicus.
Hij was aanvankelijk advocaat en voorts tegenstander van het nationaalsocialisme. Op 31 oktober 1944 werd Oppenhoff door de geallieerden benoemd tot de eerste niet-nationaalsocialistische burgemeester van Aken na de Tweede Wereldoorlog. Op 25 maart 1945 werd hij vermoord in opdracht van Heinrich Himmler. De moord werd uitgevoerd door een commandogroep bestaande uit vier SS leden en twee leden van de Hitler Jeugd. De moord was een propagandastunt en werd toegeschreven aan een commando van de 'Werwolf' (Weerwolven). In de Duitse nationaalsocialistische krant de Völkischer Beobachter werd de moord gezien als 'een rechtvaardige daad.'

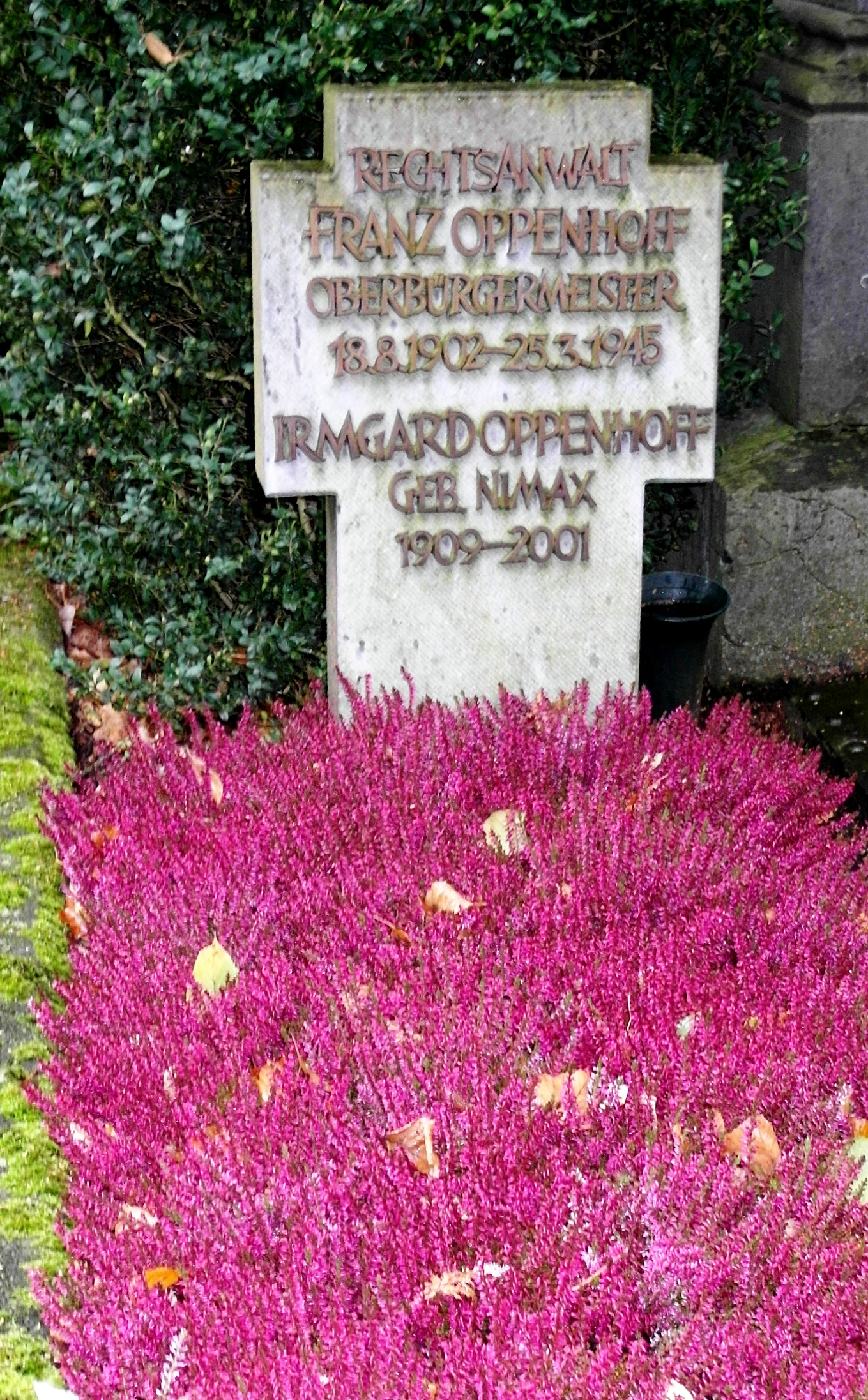
Oppenhoffs graf
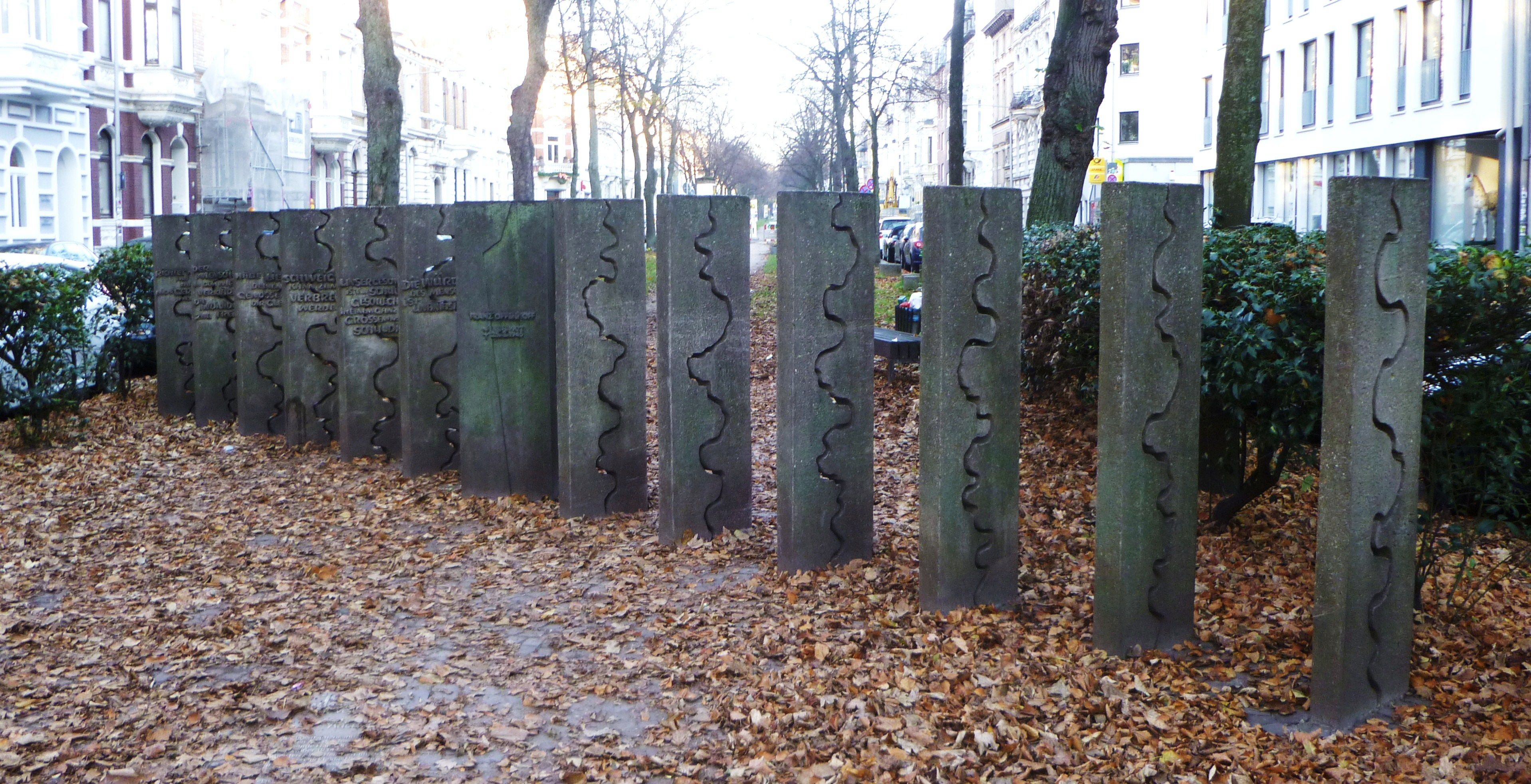
Monument voor Oppenhoff